# 桜井誠一
桜井 誠一（さくらい せいいち）は、ゲームミュージックの作曲家。

## 提供楽曲
- スウィートランド
- ワニワニパニック
- コズモギャングズ
- ブレイザー
- ピストル大名の冒険